# Reggenza di Penajam Paser Settentrionale
La reggenza di Penajam Paser Settentrionale (in indonesiano: Kabupaten Penajam Paser Utara) è una reggenza dell'Indonesia, situata nella provincia di Kalimantan Orientale.